# Lhuntse körzet
Lhuntse  egyike Bhután 20 körzetének, fővárosa Lhuntse.

## Földrajz
Az ország északkeleti részén található.

## Gewogok
- Gangzur Gewog
- Jaray Gewog
- Khoma Gewog
- Kurtoe Gewog
- Menbi Gewog
- Metsho Gewog
- Minjay Gewog
- Tsenkhar Gewog